# Aulosaccus albatrossi
Aulosaccus albatrossi är en svampdjursart som beskrevs av Okada 1932. Aulosaccus albatrossi ingår i släktet Aulosaccus och familjen Rossellidae.
Artens utbredningsområde är havet kring Japan. Inga underarter finns listade i Catalogue of Life.